# Motosu
Motosu è una città giapponese della prefettura di Gifu.